# Philippe Streiff
Philippe Pierre Streiff (La Tronche, 26 de junho de 1955 – 23 de dezembro de 2022) foi um automobilista francês. Participou de 54 GPs de Fórmula 1, estreando em 21 de outubro de 1984, pilotando um terceiro carro da Renault. Conseguiu um pódio e um total de 11 pontos no campeonato.

## Carreira
Começou a sua carreira em 1977, a ganhar o Volante Motul, em Nogaro, e no ano seguinte passa para a Formula Renault.[carece de fontes?] Conquistou a Fórmula 3 francesa em 1981.
Em 1982, foi à Formula 2 europeia, a bordo da equipa AGS, a qual acompanhou ao longo da sua carreira. Ficou lá até 1984, onde conseguiu ganhar uma vez, tendo sido quarto classificado no campeonato por duas vezes. No final desse mesmo ano, começou os seus primeiros passos na Fórmula 1, quando a Renault inscreveu um terceiro carro para Streiff no GP de Portugal. Na corrida de estreia largou na 13.ª posição, mas na prova abandonou com problemas de transmissão.[carece de fontes?]

## A chance na Fórmula 1
Em 1985, Streiff disputou a Fórmula 3000 Internacional, substituta da Fórmula 2, de novo pela AGS. Durante o andamento daquele ano na Fórmula 1, a Ligier convocou-o para substituir o italiano Andrea de Cesaris, despedido depois de capotar várias vezes no GP da Áustria. Na sua equipe azul, Streiff fez a estreia no GP da Itália em Monza, terminando em 10.º lugar; foi 9º na Bélgica e em Brands Hatch na Inglaterra, o GP da Europa, largou na 5.ª posição (a melhor na sua carreira) e terminou-a em 8º lugar. No GP da África do Sul, correu pela Tyrrell na vaga do italiano Ivan Capelli, que estava comprometido com a prova de Fórmula 3000 em Curaçao. A Ligier e a Renault não foram disputar a prova sul-africana, devido ao boicote feito pelas equipes francesas.
De volta à sua equipe, na estreia da corrida na Oceania em Adelaide, na Austrália, tudo ia bem para Streiff, que vinha na 3ª posição e se aproximando do seu companheiro de equipe e compatriota Jacques Laffite nas voltas finais. Claro que o piloto da Ligier #25 não ia ultrapassá-lo respeitando a hierarquia da equipe, mas isso esteve em risco na antepenúltima volta da corrida. Ambos estavam próximos com Laffite na 2ª e Streiff na 3ª posição, mas no final da reta Brabham, Streiff não deixou espaço suficiente e não percebeu que seu compatriota ia frear para fazer o contorno da curva. Resultado: o pneu dianteiro esquerdo do carro de Streiff acertou o traseiro direito do veterano piloto. Laffite gesticulou irritado com a manobra realizada pelo colega. Embora o choque possa ter causado estrago nos dois carros, Laffite ainda conseguiu terminar em 2º, enquanto que Streiff completou a meta em três rodas e concluindo em 3º lugar (o único pódio na carreira). No final da época, os quatro pontos deram-lhe o 15º lugar da classificação geral.[carece de fontes?]
Em 1986, ele perdeu a vaga para o compatriota René Arnoux. Streiff retornou para a Tyrrell, onde consegue apenas 3 pontos e o 14.º lugar no campeonato. Continuou na equipe em 1987. O piloto francês teve um acidente terrível se envolvendo com o inglês Jonathan Palmer, seu companheiro de equipe, na reta da Raidillion de Spa-Francorchamps, na Bélgica. O francês saiu incólume do acidente, apesar da forte batida. Streiff finalizou o ano na sua última temporada com a equipe do senhor Ken Tyrrell com 4 pontos e o 15.º lugar no campeonato; a sua equipe foi a campeã no Troféu Colim Chapman, as equipes que utilizava o motor aspirado.[carece de fontes?]
Assinou para a temporada de 1988 com a AGS sendo o único piloto; era a equipe que ele defendeu na Fórmula 2 Europeia entre 1982 e 1984. Apesar de ser um piloto que terminou regularmente as corridas, e de dar nas vistas (chegou a lutar pela 4.ª posição no GP do Canadá, numa batalha contra Nelson Piquet, num Lotus 99T Honda Turbo, antes de desistir com problemas mecânicos) não conseguiu chegar aos pontos. Streiff, com o seu AGS número 14 conseguiu como melhor resultado, o 8.º no Japão. Terminou o ano e não marcou nenhum ponto.[carece de fontes?]

## Grave acidente que mudou sua vida
Durante a pré-temporada as equipes fugiam das condições climáticas frias da Europa na primeira parte do ano e realizavam seus ajustes para iniciar o calendário anual de competições no extinto Autódromo de Jacarepaguá, uma das equipes que escolheu o Rio de Janeiro para os testes foi a AGS de Streiff, que havia renovado o seu contrato para a temporada de 1989 que estava por se iniciar, esse seria o seu Grande Prêmio de número 54 pela Fórmula 1.
Em 15 de Março de 1989, uma quarta-feira, Streiff, ia a pista para os ajustes finais no seu novo carro do ano, o AGS JH23B-Cosworth uma atualização do modelo JH22, que testaria novas rodas de alumínio. Aproximadamente ás 10h50min quando fazia a leve 'curva do 'suspiro/cheirinho', a mais de 200 km/h ele teve uma possível quebra da suspensão traseira o que levou o carro a rampar nas zebras e bater por volta dos 180 km/h no topo do guard-rail onde capotou de frente algumas vezes, caindo fora da pista. O acidente não foi filmado de forma clara, apenas o momento após o grande primeiro impacto em diante, apenas o monocoque com sua suspensão dianteira esquerda restou do carro após ele ter um principio de incêndio, os pedaços do carro acertaram dois homens que trabalhavam no evento mas apenas ferimentos superficiais foram causados. A principal preocupação foi ao constatar que o Santantonio foi arrancado do monocoque, ao contrário do esperado Streiff dizia estar bem e tentou até mesmo se levantar sozinho mas foi colocado em uma maca por se queixar de dores nas pernas.
No ambulatório do circuito foi constatado lesões na clavícula, omoplata e coluna, ele foi levado a Clinica São Vicente na Gávea, há 30km de distância da pista em um helicóptero, a clinica responsável pelos cuidados médicos dos envolvidos no Grande Prêmio nem ao menos estava com seu Heliponto preparado para a chegada do piloto Francês que tinha luxações nas vértebras C4 e C5, afundamento na T9 o que o levou a uma cirurgia na coluna, nesse momento a situação já se encontrava mais delicada pois Philippe Streiff já estava paralisado do pescoço para baixo. Sua esposa Renée Streiff seria uma dura crítica do atendimento médico carioca prestado ao seu marido, ao lado do renomado médico Francês, Gérard Saillant (que anos depois seria o responsável pelas operações das lesões de Schumacher e do jogador de futebol, Ronaldo), eles pautaram falhas graves no resgate de Streiff, desde a remoção do piloto as pressas, justificada pelos bombeiros do rio pelo vazamento de combustível e risco de fogo, até mesmo o transporte de ambulância do Planetário da Gávea até a Clinica São Vicente em 1,5 km de distância por ruas trepidantes de paralelepípedos, nada ideias para lesões na coluna. Por fim a chegada ao hospital ás 12h50 resultou em sua cirurgia apenas ás 23h00 após comprovada um edema cervical, os médicos do Rio então julgavam não necessária uma intervenção cirúrgica, realizada apenas após a perda de sensibilidade nos seus membros. por fim a casa médica não tinha um aparelho de tração cervical, fundamental para o tipo de lesão.
Gérard Saillant brigou com os médicos cariocas que insistiam que uma segunda operação para correção da coluna de Streiff podia ser realizada ainda em solo fluminense, mas quatro dias depois da batida, em 19 de março, a bordo de um avião UTI Philippe, foi levado de volta a França onde desembarcou direto para um hospital local onde ficou comprovada sua total paralisação dos membros, ou seja, tetraplégico. O Dr Dino Altmann, atual médico do GP Brasil garantiu que o piloto não deixou o Brasil tetraplégico.
Renato Duprat Filho, então diretor médico do GP Brasil, defendeu o socorro prestado mas fez duas críticas a estrutura da Clinica São Vicente, que como resposta em 24 de março, apenas dois dias antes da corrida abandonou o contrato de responsabilidade do socorro médico prestado ao evento, as repercussões negativas foram a gota d´água para a F1 no Rio, que em 1990 estava de volta a sua primeira e atual casa, em Interlagos.

## Pós aposentadoria  e morte
Desde sua alta, Streiff organizou as famosas corridas Kart, Masters de Bercy em Paris. Também foi conselheiro técnico do Ministério de Segurança Rodoviária da França, onde lutou por melhorias nas condições de transportes para pessoas portadoras de deficiência física e desenvolveu tecnologias para tal.
Streiff morreu em 23 de dezembro de 2022, aos 67 anos de idade.

## Resultados na Fórmula 1[7]
(legenda)
| Ano  | Nome Oficial da Equipe      | Chassis       | Motor                 | 1         | 2         | 3         | 4         | 5         | 6         | 7         | 8         | 9         | 10        | 11        | 12        | 13       | 14        | 15        | 16        | Pontos | Posição  |
| ---- | --------------------------- | ------------- | --------------------- | --------- | --------- | --------- | --------- | --------- | --------- | --------- | --------- | --------- | --------- | --------- | --------- | -------- | --------- | --------- | --------- | ------ | -------- |
| 1984 | Equipe Renault Elf          | Renault RE50  | Renault EF4 V6 turbo  |           |           |           |           |           |           |           |           |           |           |           |           |          |           |           | POR Ret M | 0      | NC       |
| 1985 | Equipe Ligier               | Ligier JS25   | Renault EF4B V6 Turbo |           |           |           |           |           |           |           |           |           |           |           | ITA 10º P | BEL 9º P | EUR 8º P  |           | AUS 3º P  | 4      | 15º      |
| 1985 | Tyrrell Racing Organisation | Tyrrell 014   | Renault EF4B V6 Turbo |           |           |           |           |           |           |           |           |           |           |           |           |          |           | AFS Ret G |           | 4      | 15º      |
| 1986 | Data General Team Tyrrell   | Tyrrell 014   | Renault EF15 V6 Turbo | BRA 7º G  | ESP Ret G | SMR Ret G |           |           |           |           |           |           |           |           |           |          |           |           |           | 3      | 14º      |
| 1986 | Data General Team Tyrrell   | Tyrrell 015   | Renault EF15 V6 Turbo |           |           |           | MON 11º G | BEL 12º G | CAN 11º G | EUA 9º G  | FRA Ret G | GBR 6º G  | ALE Ret G | HUN 8º G  | AUT Ret G | ITA 9º G | POR Ret G | MEX Ret G | AUS 5º G  | 3      | 14º      |
| 1987 | Data General Team Tyrrell   | Tyrrell DG016 | Ford Cosworth DFZ V8  | BRA 11º G | SMR 8º G  | BEL 9º G  | MON Ret G | EUA Ret G | FRA 6º G  | GBR Ret G | ALE 4º G  | HUN 9º G  | AUT Ret G | ITA 12º G | POR 12º G | ESP 7º G | MEX 8º G  | JAP 12º G | AUS Ret G | 4      | 15º      |
| 1988 | AGS Racing                  | AGS JH22      | Ford Cosworth DFZ V8  | BRA Ret G |           |           |           |           |           |           |           |           |           |           |           |          |           |           |           | 0      | NC (21º) |
| 1988 | AGS Racing                  | AGS JH23      | Ford Cosworth DFZ V8  |           | SMR 10º G | MON NP G  | MEX 12º G | CAN Ret G | DET Ret G | FRA Ret G | GBR Ret G | ALE Ret G | HUN Ret G | BEL 10º G | ITA Ret G | POR 9º G | ESP Ret G | JAP 8º G  | AUS 11º G | 0      | NC (21º) |

## 24 Horas de Le Mans[8]
| Ano  | Equipe                    | Nº | Co-Pilotos                       | Chassi                              | Pneus | Classe     | Voltas | Posição | Posição Na Categoria |
| Ano  | Equipe                    | Nº | Co-Pilotos                       | Motor                               | Pneus | Classe     | Voltas | Posição | Posição Na Categoria |
| ---- | ------------------------- | -- | -------------------------------- | ----------------------------------- | ----- | ---------- | ------ | ------- | -------------------- |
| 1977 | M. Ouviére                | 73 | Roger Dorchy Philippe Jaffrenou  | Porsche 911 Carrera RS              | M     | IMSA       | NQ     | NQ      | NQ                   |
| 1977 | M. Ouviére                | 73 | Roger Dorchy Philippe Jaffrenou  | Porsche 3.0L F6                     | M     | IMSA       | NQ     | NQ      | NQ                   |
| 1978 | Team Pronuptia            | 24 | Michel Elkoubi Pierre Yver       | Lola T296                           | D     | Gr.6 S 2.0 | 232    | NC      | NC                   |
| 1978 | Team Pronuptia            | 24 | Michel Elkoubi Pierre Yver       | Ford Cosworth FVC 1.9L I4           | D     | Gr.6 S 2.0 | 232    | NC      | NC                   |
| 1981 | Jean Rondeau              | 8  | Jacky Haran Jean-Louis Schlesser | Rondeau M379                        | G     | GTP 3.0    | 340    | 2       | 1                    |
| 1981 | Jean Rondeau              | 8  | Jacky Haran Jean-Louis Schlesser | Ford Cosworth DFV 3.0L V8           | G     | GTP 3.0    | 340    | 2       | 1                    |
| 1983 | Ford France               | 25 | Jean-Pierre Jaussaud             | Rondeau M482                        | G     | Gr C       | 12     | DNF     | DNF                  |
| 1983 | Ford France               | 25 | Jean-Pierre Jaussaud             | Ford Cosworth DFL 3.3L V8           | G     | Gr C       | 12     | DNF     | DNF                  |
| 1984 | Skoal Bandit Porsche Team | 33 | David Hobbs Sarel van der Merwe  | Porsche 956B                        | Y     | C1         | 351    | 3       | 3                    |
| 1984 | Skoal Bandit Porsche Team | 33 | David Hobbs Sarel van der Merwe  | Porsche Type-935 2.6 L Turbo Flat-6 | Y     | C1         | 351    | 3       | 3                    |